# The Joseph Smith Papers
The Joseph Smith Papers é o projeto atualmente empenhado no processo de coletar, pesquisar e publicar os documentos históricos pertencentes a Joseph Smith Jr., o primeiro profeta d'A Igreja de Jesus Cristo dos Santos dos Últimos Dias.
O projeto, primariamente, iniciou-se para historiadores e pesquisa acadêmica de documentos sobre Joseph Smith e a Restauração da Igreja de Jesus Cristo.  Entretanto, este material estará acessível e disponível prontamente ao público. Este é o resultado do esforço conjunto de várias Igrejas relativas ao Mormonismo e proprietários de documentos privados. Esse projeto se faz necessário para otimizar os estudos sobre a vida de Joseph Smith funcionando como um catálogo completo de seus documentos, sendo que alguns destes nunca foram antes revelados, mas que agora serão compilados. Desta forma, todos os interessados em conhecer o Profeta Joseph Smith terão acesso aos seus escritos pessoais e documentos . É antecipado que The Joseph Smith Papers será um dos recursos principais por toda pesquisa futura que será realizada a respeito de Joseph Smith, .

## História
O projeto iniciou-se em 2001 na Universidade Brigham Young com os estudos do historiador Dean C. Jessee. Devido à enormidade do número de documentos, o projeto precisava ser expandido . Pouco tempo depois de seu início, então, o Projeto recebeu o apoio institucional de A Igreja de Jesus Cristo dos Santos dos Últimos Dias e financeiro do doador privado Larry H. Miller . Atualmente a Igreja emprega 25 a 30 historiadores trabalhando de tempo integral no projeto.
Em fevereiro de 2008, a Igreja anunciou o estabelecimento de The Church Historian’s Press (A Imprensa do Historiador da Igreja), uma nova impressão para ser usada com a publicação de feitos relativos ao início e ao crescimento de A Igreja de Jesus Cristo dos Santos dos Últimos Dias, incluindo o projeto The Joseph Smith Papers.
Após muitos anos de antecipação, o primeiro volume do projeto, Journals, Vol:1, 1832–1839, está agora disponível antecipadamente para pré-ordem através do website oficial do projeto, www.JosephSmithPapers.org.

## Programação de Publicação
Totalizando, o projeto será composto de mais ou menos 30 volumes divididos em seis séries:
- Journals (Diários),
- Documents (Documentos),
- Revelations and Translations (Revelações e Traduções),
- Histories (Histórias),
- Legal and Business (Legais e de Negócios),
- Administrative (Administrativos).

O primeiro a ser publicado será da série Journals e terá o conteúdo de cinco diários pessoais de Joseph Smith escritos entre os anos de 1832 a 1839. Será disponibilizado ao público antes do final de 2008.
Após será publicado um volume da série Revelations and Translations (aproximadamente fevereiro-março 2009) e um da série Histories (abril-junho 2009). A seguir, serão também publicados dois ou três volumes por ano até que o projeto esteja completo.

## Ligações Externas
- Página oficial de The Joseph Smith Papers (em inglês)